# Korallrev

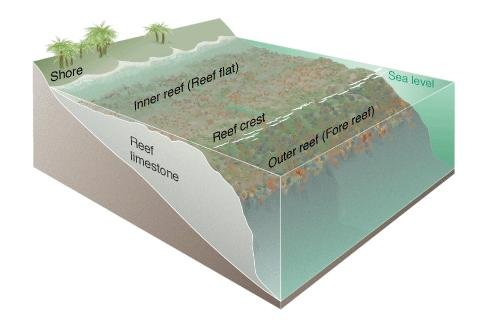
Illustration av korallrevens uppbyggnad.

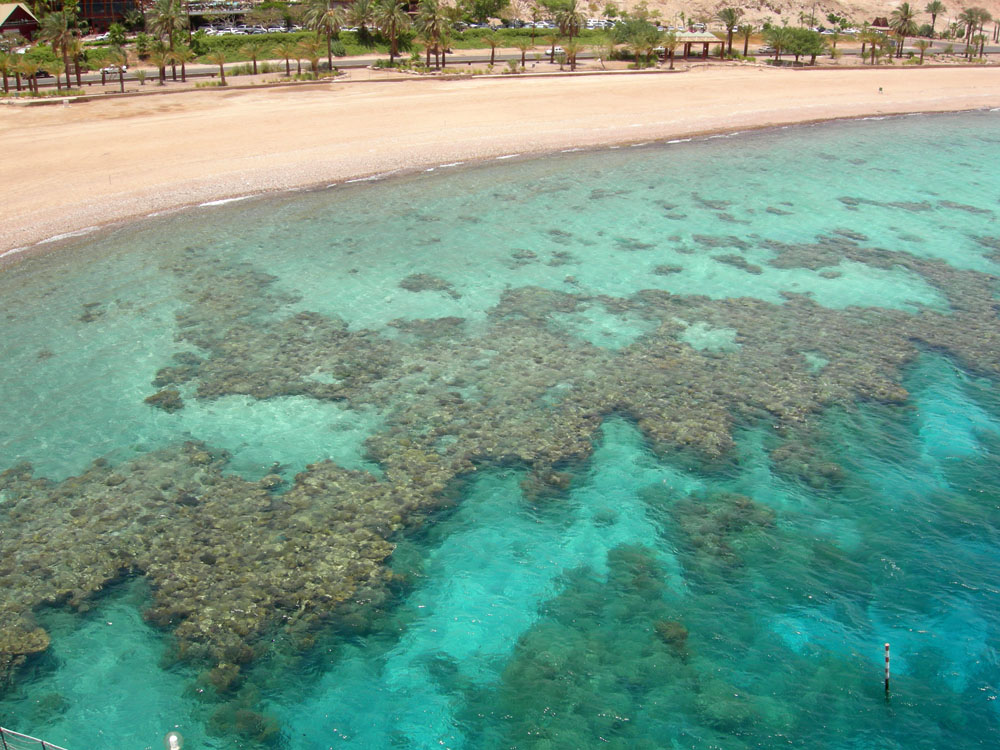

Korallrev är stora kalkstrukturer som bildas av koralldjurens skelett på havets botten, vilket förklarar varför det tagit många miljoner år att bygga upp de rev vi har idag. Koralldjuren kallas även för polyper och är väldigt små och det är deras kolonier som utgör ett nässeldjur som tillhör stammen koralldjur. Gotland är ett gammalt korallrev, vilket är anledningen att jorden där är så kalkrik. 

## Flora och fauna
Sexstråliga koraller (Hexacorallia) av ordningen Scleractinia, stenkoraller (tidigare Madrepora) bildar med sina kalkskelett stommen för världens korallrev. I eller bland stenkorallernas formationer finns 32 av djurrikets 34 fylum representerade. Reven fyller en viktig funktion för världens fiskbestånd, som använder reven för fortplantning, skydd och som födokälla. Mer än 4 000 fiskarter har kopplats till korallrev under hela eller delar av sin livscykel.

## Typer och bildande
Två typer av korallrev finns och båda förekommer endast i marina miljöer. De mest välkända är de tropiska korallreven, vilka förekommer i grunda vatten (mindre än 50 meters djup) där temperaturen sällan understiger 20°C och salthalten är runt 3,5 %. Tropiska korallrev är beroende av ljus, eftersom dessa arter av stenkoraller har en nära symbios med den encelliga organismen zooxanteller vilka utvinner energi via fotosyntes som korallen sedan tar del av.
Revbildning förekommer även utanför de tropiska breddgraderna. De stenkoraller som bildar kallvattenrev saknar symbiosen med zooxanteller, vilket gör att reven kan finnas på större djup. Dessa rev har hittats på mellan 40 och 3 000 meters djup och oftast mellan 4 och 13°C.(4) Eftersom de förekommer på mer otillgängliga platser är kallvattenrevens utbredning mindre känd än de tropiska revens, men de har hittills påträffats i 41 länder och den totala ytan kan vara lika stor eller större än de tropiska korallrevens.

## Korallrev i Sverige
Även i Sverige förekommer stenkoraller representerade med 55 arter, varav 16 anses akut hotade. Den enda revbildande arten i Sverige är ögonkorallen (Lophelia pertusa). Det går fortfarande att hitta levande korallrev utmed Bohusläns kust. De finns i små områden i de djupare delarna av Kosterfjorden och Väderöfjorden. Längs Norges kust är kallvattenrev vanligt förekommande. Det hittills största fyndet av ögonkorallrev är Röstrevet sydväst om Lofoten, vilket täcker nära 100 km².

## Olika typer av rev
Barriärrev är korallrev som är långsträckta och orienterade längs med en kust, men en bit ut i havet. Ett exempel är världens största korallrev, Stora barriärrevet, som ligger utanför Australiens östkust. Det sägs att det från början är strandrev som sedan skiljts från kusten och drivit ut till havs.
Strandrev är en sorts utbyggnad på en ö eller en kust. Korallerna trivs mycket bra i dessa grunda vatten och de når till slut vattenytan där de bildar en slags plattform som man inte ska beträda eftersom det dödar polyperna.
Genom att leda ström genom metall nersänkt i vattnet, är det möjligt att binda mineraler från havsvattnet till metallens yta, på så sätt skapas en miljö som är gynnsam för koraller att fästa. Metoden kallas för mineralacceleration, och är utvecklad av GCRA.

## Hot mot korallreven

### Mekaniska skador orsakade av människor
Människan ansvarar för ca 50–70 % av hoten mot korallreven. De största problemen är fiske med dynamit och insamling av korallerna för att man ska sälja dem som souvenirer. I vissa områden är det turismen som hotar genom att åka båt. Det har lett till svåra mekaniska skador som drabbat korallreven.

### Klimatförändring och koldioxid
Den globala uppvärmningen är ett stort hot mot korallreven. När temperaturen i vattnet höjs blir korallerna stressade varvid de stöter ut alger ur sin vävnad, vilket leder till korallblekning. Redan i början av 1980-talet upptäcktes korallblekning i Karibiska havet och 1987 fanns det även i Indiska oceanen. Vid den globala massblekningen 2023–2025 drabbades 83,7 % av världens rev.
Ett annat hot mot korallreven är växthusgaserna. Kalkprocesserna i korallen störs av ökade koldioxidhalter.

### Biologiska hot
Det finns även biologiska hot mot korallreven och en av dem är törnekronan, som är en sjöstjärna. Den har börjat äta korallens polyper och den lämnar bara skelettet kvar. Det är oklart varför den plötsligt börjat att äta av korallerna, men det finns teorier. Dess snabba och aggressiva beteende kan bero på minskade salthalter och att det finns mer näringsrika ämnen i vattnet. Vuxna törnekronor kan reagera aggressivare när stormar förstör korallen. Man tror dessutom att människan har någon sorts inblandning i det.

### Korallsjukdomar
Runt 1970-talet dokumenterades de första korallsjukdomarna. Korallen får missfärgningar och till slut dör den yttersta delen på korallen. Runt i Karibien har många koraller drabbats. Korallsjukdomarna har identifierats på 106 korallarter.